# Cyrille Salim Bustros
Cyrille Salim Bustros SMSP (ur. 26 września 1939 w Ajn Burdaj) – duchowny melchicki, w latach 2011-2018 arcybiskup Bejrutu i Dżubajl.

## Życiorys
Święcenia prezbiteratu otrzymał 29 czerwca 1962 w melchickim zgromadzeniu Misjonarzy św. Pawła. Po studiach w Belgii został rektorem instytutu teologicznego w Harisie i wykładowcą uniwersytetu św. Józefa w Bejrucie.
25 października 1988 został wybrany arcybiskupem Baalbek. Sakry udzielił mu 27 listopada 1988 ówczesny patriarcha Antiochii, Maksymos V Hakim.
22 czerwca 2004 został mianowany biskupem Newton w USA (intronizacja odbyła się 18 sierpnia 2004), a 25 czerwca 2010 Synod Kościoła melchickiego ustanowił go archieparchą Bejrutu i Dżubajl (wybór zatwierdził 15 czerwca 2011 papież Benedykt XVI). 9 listopada 2018 przeszedł na emeryturę.